# Зірка Індії (сапфір)
Зірка Індії - сапфір вагою 563 карати, один з найбільших у світі. Знайдено на Шрі-Ланці близько 300 років тому. Належить до типу «зірчастих сапфірів».
Належав фінансисту Джону Пірпонту Моргану, потім пожертвував ним Нью-Йоркському музею природної історії.
29 жовтня 1964 викрадений, але майже через три роки його вдалося повернути на своє місце.